# Фабрис, Антун
Антун Фабрис (серб. Antun Fabris, 1864—1904) — сербский писатель, эссеист, издатель и журналист, «духовный вождь» приморских сербов. Участник сербского движения в Дубровнике.
В 1885—1889 изучал в Вене славянскую филологию. После окончания университета — учительствовал. С 1895 оставил государственную службу и стал сотрудничать с прессой, помещал статьи в газете «Листок Дубровника», позже стал её главным редактором. С 1902 начал работать в основанном им культурологическом и научном журнале «Срђ» («Srdj»), внесшего большой вклад в дело сохранения богатого культурного и исторического наследия Дубровника. Будучи известным сербским журналистом, был избран вице-президентом Пансербского конгресса журналистов в Белграде в октябре 1902 года.
Фабрис — автор исследования, посвящённого сербам Далмации со времени падения Венеции.
Он основал просветительное общество «Сербская Заря», газету «Dubrovnik», был сторонником сербохорватского сближения.
Сторонник Николы Пашича, идеолога «Великой Сербии». Обвиненный австрийскими властями в антиправительственных выступлений на страницах его издания, 5 ноября 1902 был арестован и заключён в тюрьму до конца 1902 года. Содержание в тюрьме сильно повлияло на его здоровье, стало причиной его преждевременной смерти в 1904 году.